# Cupcakes Taste Like Violence
Cupcakes Taste Like Violence – drugi minialbum hollywoodzkiego piosenkarza Jeffreego Stara, wydany w Stanach Zjednoczonych 9 grudnia 2008. 18 listopada 2008 roku ukazał się jedyny singel zatytułowany "Lollipop Luxury".

## Spis utworów
| # | Tytuł                          | Autor/Producent                                            | Długość |
| - | ------------------------------ | ---------------------------------------------------------- | ------- |
| 1 | "Miss Boombox"                 | Jeffree Star, Sami Diament, Sarah Hudson/Ultraviolet Sound | 4:14    |
| 2 | "Lollipop Luxury"              | Jeffree Star, Nico Hartikainen/Smile Future                | 4:07    |
| 3 | "Cupcakes Taste Like Violence" | Jeffree Star, Chris Qualls, Ryan Seaman/Chris Qualls       | 3:19    |
| 4 | "Picture Perfect!"             | Jeffree Star, Nico Hartikainen/Smile Future                | 4:06    |
| 5 | "So Fierce"                    | Jeffree Star, Chris Qualls/Chris Qualls                    | 3:24    |
| 6 | "Heart Surgery" (UVEV Remix)   | Jeffree Star, Chris Qualls/Sami Diament, Chris Qualls      | 3:19    |

## Pozycje na listach
| Data Wydania     | Tytuł                        | Wytwórnia        | Top Heatseekers | Top Electronic |
| December 9, 2008 | Cupcakes Taste like Violence | Popsicle Records | #8              | #6             |